# Renault Espace VI
La Renault Espace VI è la sesta generazione dell'omonima automobile, un'autovettura monovolume di fascia medio-alta prodotta dalla casa automobilistica francese Renault dal 2023.

## Contesto
A differenza delle precedenti generazioni, la vettura ha abbandonato la carrozzeria da monovolume, diventando Crossover SUV. La sesta generazione dell'Espace è stata annunciata ufficialmente il 24 gennaio 2023. La presentazione ha avuto luogo il 28 marzo 2023, venendo messa in vendita a partire dall'aprile 2023. Non viene più costruita in Francia, ma nello stabilimento spagnolo di Palencia.

## Profilo
Tecnicamente, l'Espace VI è basata sulla piattaforma e meccanica della coeva Austral introdotta nel 2022, dal quale differisce per la carrozzeria allungata e l'abitacolo a sette posti. A differenza della precedente Espace V, è più corta di 14 cm, più bassa di 3,2 cm e più leggera di oltre 200 kg.
All'interno viene utilizzato il sistema multimediale "OpenR link", ripreso dalla Megane E-Tech e sviluppato insieme a Google. Ci sono due display: uno orizzontale da 12,3 pollici che funge da quadro strumenti e l'altro verticale touchscreen nella console centrale per il sistema di infotainment.
Al debutto, l'Espace è disponibile con la sola motorizzazione ibrida, che ha una potenza di sistema di 146 kW (200 CV) e un accumulatore agli ioni di litio di 1,7 kWh. La potenza viene trasmessa tramite un motore elettrico abbinato a un motore a benzina da 1,2 litri.